# Los Olmos (Albacete)
Los Olmos es una pedanía española perteneciente al municipio de Socovos, en la provincia de Albacete, dentro de la comunidad autónoma de Castilla-La Mancha.

## Demografía
En 2017 contaba con 189 habitantes según las cifras oficiales del Instituto Nacional de Estadística.

## Geografía y situación
Geográficamente se encuentra situada al nordeste de Tazona y al suroeste de Cañada Buendía.
La pedanía está situada a 9 km de Socovos. También se encuentran a escasos kilómetros los municipios murcianos de Calasparra (23 km.) y Moratalla (25 km).

## Lugares de interés
Cabe destacar que cuenta con lugares de gran interés natural como la fuente de Los Olmos, o de interés histórico-cultural como la iglesia, donde podemos ver la imagen de la Virgen de los Dolores, patrona de la localidad, junto a las pedanías de Tazona y Cañada Buendía. 

## Fiestas
Las fiestas patronales son en honor de la Virgen de los Dolores, celebradas conjuntamente con las pedanías antes mencionadas (del 21 al 28 o del 22 al 29 de agosto).